# Santorso
Santorso is een gemeente in de Italiaanse provincie Vicenza (regio Veneto) en telt 5561 inwoners (31-12-2004). De oppervlakte bedraagt 13,2 km², de bevolkingsdichtheid is 421 inwoners per km².

## Demografie
Santorso telt ongeveer 2140 huishoudens. Het aantal inwoners steeg in de periode 1991-2001 met 5,3% volgens cijfers uit de tienjaarlijkse volkstellingen van ISTAT.
| Jaar | Inwoneraantal |
| ---- | ------------- |
| 1991 | 5007          |
| 2001 | 5272          |

## Geografie
De gemeente ligt op ongeveer 240 m boven zeeniveau.
Santorso grenst aan de volgende gemeenten: Marano Vicentino, San Vito di Leguzzano, Cogollo del Cengio, Piovene Rocchette, Schio, Velo d'Astico, Zanè.